# Пропавшая грамота (фильм)
«Пропа́вшая гра́мота» (укр. Пропала грамота) —  украинский комедийный художественный фильм, поставленный в 1972 году режиссёром Борисом Ивченко на киностудии имени Довженко по мотивам ранних произведений Н. В. Гоголя (повесть «Пропавшая грамота»).

## Сюжет
Казак Василь и его побратим запорожец Андрей отправляются в Петербург с гетманской грамотой для царицы. Их путь полон приключений, героических поступков и, как это часто бывает в произведениях Гоголя, мистики. В конце счастливой истории они благополучно возвращаются в родную Диканьку.

## Актёры

### В ролях
- Иван Миколайчук — казак Василь
- Лидия Вакула — жена Василя / ведьма / императрица Екатерина II
- Фёдор Стригун — побратим Андрей, запорожец
- Земфира Цахилова — Одарка / баронесса фон Лихтенберг
- Михаил Голубович — Злой человек (предатель Иван / Староста / Корчмарь / Пан-охотник / Потёмкин / Сатана) (озвучил актёр Павел Морозенко)
- Владимир Глухой — Куць, странный человек (добрый Чёрт)
- Василий Симчич — отец Василя
- Анатолий Барчук — казак Иван
- Владимир Шакало — казак Петро

### В эпизодах
- Владимир Олексеенко — Остап
- Дмитрий Капка — дьяк-рассказчик
- Наталия Гебдовская — тётка Марина
- Нила Крюкова
- Галина Долгозвяга — селянка, просившая за ребёнка
- Ирина Кихтёва
- Анатолий Юрченко
- Валерий Панарин
- Вова Кикоть
- Василий Хорошко
- Анатолий Переверзев
- Ю. Хаджиев
- Н. Коковкин
- Мария Капнист — ведьма

## Съёмочная группа
- Фильм поставил: Борис Ивченко
- Сценарий записал: Иван Драч
- Запечатлел оператор: Виталий Зимовец
- Зарисовали:
  - Михаил Раковский
  - Алла Шестеренко (укр. Алла Шестеренко)
  - Николай Поштаренко (укр. Микола Поштаренко).
- Народную музыку и песни собрал: Иван Миколайчук
- «Колыбельную» написал: В. Иванишин
- Пели:
  - Нина Матвиенко
  - Валентина Ковальская
  - Мария Миколайчук
- Музыкальные инструменты:
  - Галина Менкуш (укр. Галина Менкуш) (бандура)
  - братья Чередники (скрипки)
- Играл оркестр народных инструментов под управлением Я. Орлова
- Звукооператор: Рива Бисноватая
- Монтажёр: Тамара Сердюк (укр. Тамара Сердюк).

## Производство
В начале 1970-х годов на киностудии им. Довженко было принято решение о постановке фильма по повести  Н. В. Гоголя «Пропавшая грамота». Ввиду небольшого объёма произведения написание сценария было поручено Ивану Драчу, который в то время часто находился в разъездах. 19 февраля 1971 года предварительный сценарий, написанный Драчом, получил одобрительное заключение сценарной редакционной коллегии, и 21 марта 1971 года со сценаристом был заключен договор. Драч написал второй сценарий, введя в него отдельные мотивы из произведений Г. Квитки-Основьяненко, М. Кропивницкого, А. Стороженко, народных поверий и народные песни. Жанр фильма определился как музыкальная народная комедия. Сценарий был передан режиссёру Виктору Гресю, и 27 июля фильм был внесён в производственный план 1972 года. Осенью 1971 года Виктор Гресь представил режиссёрскую версию сценария. Однако Гресь трактовал фильм как лирическое романтическое повествование, и сценарная коллегия, отметив утяжеление сюжета и возрастающие производственные расходы, рекомендовала режиссёру переработать сценарий, вернувшись к первоначальному замыслу Драча. Режиссёр не пошёл по предложенному пути, и в марте 1972 года студия заменила Виктора Греся на Бориса Ивченко.
Ивченко спешно выдал новый сценарий на 86 страниц, и в конце мая 1972 года в селе Красногоровка на Полтавщине начались съёмки, продолжавшиеся вплоть до сентября того же года.
По словам Ивана Драча, значительный вклад в постановку фильма внёс актёр Иван Миколайчук: «Сначала сценарий писался на Виктора Греся, которого киностудия не хотела брать. Затем режиссером выбрали Бориса Ивченко, но на самом деле фильм делал Иван Миколайчук».